# Alberto Jorge Franco Bandeira
Alberto Jorge Franco Bandeira (Belém, 19 de novembro de 1928 - 31 de julho de 2006) foi um militar da reserva e ator brasileiro, acusado do homicídio do bancário Afrânio Arsênio de Lemos, no caso que ficou conhecido por Crime do Sacopã, ocorrido a 6 de abril de 1952.

## Biografia
Tendo ficado órfão do pai, o comerciante português Luiz Bandeira, Alberto Jorge, então com 3 anos, é mandado à terra natal do genitor. Voltando ao Brasil, mora com a mãe, Risoleide Franco Bandeira e a avó, Aurélia Seixas dos Anjos, em Rio de Janeiro.
Matriculado em colégio interno, não se adaptou. Em 1944 ingressa na Escola Preparatória de Cadetes, em Porto Alegre, transferindo-se no ano seguinte a São Paulo, onde concluiu o curso. Continua a formação militar em Resende e na Escola de Aeronáutica. Em 1950, como piloto de bombardeio, é enviado a Fortaleza.
Em 1952, envolve-se como principal suspeito no assassinato do ex-namorado de Marina Andrade Costa, sua namorada. Apesar de julgado e condenado a 15 anos de prisão, a mídia o põe como inocente. Cumpriu metade da pena, sendo posto em liberdade condicional, recebendo indulto do então Presidente Juscelino Kubitschek. No final da década de 1950 e começo da seguinte, o político Tenório Cavalcanti tentou apresentar outro autor pelo Crime do Sacopã. No começo da década de 1970, Bandeira consegue uma anulação de seu julgamento, e novo júri é designado. Mas Bandeira se ausenta 3 vezes, até que ocorra a prescrição em 1973 e o caso é considerado extinto.
Em 1963 participou, como ator, do filme Crime no Sacopã, em que a vítima é apresentada como figura dissoluta.
Obtém sua reintegração na Força Aérea, onde passa à reserva como capitão, em 4 de junho de 1976. Em 18 de fevereiro de 2003 ingressou com ação na Justiça Federal, pleiteando as promoções a major e tenente-coronel, o que lhe foi negado, curiosamente, por estar prescrita sua pretensão. Faleceu em 31 de julho de 2006.